# Попков, Никита Вячеславович
Никита Вячеславович Попков (родился 29 апреля 1994 года) — российский регбист, полузащитник схватки команды «Стрела».
Мастер спорта.
Образование — Пензенский Государственный Университет Архитектуры и Строительства.
С 2011 по 2017 год выступал за регбийный клуб «Империя».
С 2019 по 2020 год выступал за регбийный клуб «Булава».
В 2020 году перешёл в казанскую «Стрелу».

## Интересный факт
Никита Попков в возрасте 21-го года сделал предложение своей девушке прямо на поле.

## Достижения
- Бронзовый призёр Чемпионата России по регби-7 в 2011 году
- Чемпион Высшей лиги по регби-15 в 2013 году